# Juan de Mella
Juan de Mella (Zamora, 1397 – Roma, 12 ottobre 1467) è stato un cardinale e vescovo cattolico spagnolo.

## Biografia
Nacque a Zamora in Spagna, figlio di Fernando de Mella e Catalina de Alfonso.
Frequentò l'università di Salamanca laureandosi in teologia e diritto canonico, materia che insegnò nella medesima università.
Il 12 aprile 1434 fu nominato vescovo di León per sostituire il vescovo Alfonso de Cusanca trasferito a Osma; questi tuttavia rifiutò il trasferimento nella nuova sede, per cui la nomina di de Mella non ebbe effetto. Alla morte di Cusanca, fu nuovamente nominato a León, il 26 agosto 1437. Venne trasferito alla sede di Zamora il 6 aprile 1440.
Partecipò al concilio di Firenze e fu membro della commissione che redasse la Laetentur coeli, bolla di unione delle chiese latine e greche, che venne proclamata nel duomo di Firenze il 6 luglio 1439.
Fu creato cardinale presbitero da papa Callisto III nel concistoro del 17 dicembre 1456 con il titolo cardinalizio di Santa Prisca.
Partecipò al conclave del 1458, che elesse papa Pio II e al conclave del 1464, che elesse papa Paolo II. Il 20 maggio 1465 fu trasferito alla sede di Sigüenza occupandola fino alla sua morte.
Morì a Roma, vittima della peste, il 12 ottobre 1467. Venne sepolto nella chiesa di San Giacomo degli Spagnoli; successivamente le sue ceneri furono trasferite nella chiesa di Santa Maria in Monserrato degli Spagnoli.